# Sărăcia în România
Sărăcia este una dintre  problemele majore ale României contemporane, în paralel cu corupția. Potrivit datelor Eurostat pe anul 2013, România se află pe primul loc în Uniunea Europeană în ceea ce privește rata sărăciei relative, cu un procent de 25,4%. Cel mai recent studiu realizat în anul 2020 la nivelul Uniunii Europene de către Eurostat a arătat faptul că 1 din 3 români sunt în pericol de sărăcie sau excluziune socială. Date ale INS arată că în România sunt 8,5 milioane de persoane în risc de sărăcie sau excluziune socială. De asemenea, o treime din populație este afectată de privare materială severă, în sensul că nu-și poate permite să achiziționeze articole considerate dezirabile sau chiar necesare pentru a duce un trai decent.
Mai mult, România este de departe țara cu cea mai mare inegalitate între bogați și săraci din Uniunea Europeană, în condițiile în care cei mai prosperi 20% dintre români au venituri de peste șapte ori mai mari decât cei mai săraci 20% dintre locuitorii țării, potrivit statisticilor publicate de Eurostat.

## Statistică
În 2011, 4,74 milioane din totalul populației române se aflau în risc de sărăcie (cu un venit mai mic de 60% din venitul mediu disponibil), 6,28 milioane se confruntau cu lipsuri materiale severe, iar 1,14 milioane locuiau în gospodării cu intensitate de lucru foarte scăzută. România are cea mai mare cotă din UE de populație care trăiește în zonele rurale (45% din totalul populației) și, conform datelor INS pentru 2010, riscul de sărăcie extremă este patru ori mai mare în zonele rurale (8,8%) în comparație cu zonele urbane (2,2%). În ceea ce privește disparitățile regionale, analiza regională arată că regiunile cu cele mai mari rate de persoane aflate în risc de sărăcie și excluziune socială sunt Nord-Est, Sud-Vest Oltenia, Sud-Est și Sud-Muntenia. La celălalt capăt se află regiunile Vest și București-Ilfov.
Zonele urbane afectate de sărăcie includ orașe mici care se confruntă cu îmbătrânirea demografică și depopularea, orașele mono-industriale (de exemplu orașele miniere), orașe agricole sau orașe nou înființate. Orașele mici concentrează sărăcia din cauza infrastructurii fizice sărace (transport, sănătate, educație), în plus, acestea au fost puternic afectate de restructurarea industrială și sunt foarte vulnerabile la reforma industrială și economică, care are ca principal efect o rată scăzută de ocupare și, prin urmare, venituri instabile și mici.
Conform Confederației Sindicale „Cartel Alfa”, în anul 2016, unul din cinci români se confruntă cu sărăcia determinată de venitul insuficient, cu toate că lucrează cu normă întreagă.

### În funcție de etnie
În funcție de etnie statistica din 2003 este următoarea:
- 76.8% dintre romi trăiesc în sărăcie;
- 24.4% dintre etnicii români trăiesc în sărăcie;
- 15% dintre maghiari trăiesc în sărăcie;
- 18.6% din alte etnii trăiesc în sărăcie.

### În funcție de mediul de rezidență
În zonele urbane se înregistrează o sărăcie de 13.8%, iar în zonele rurale de 38%.

### În funcție de regiune
| An   | Persoane expuse riscului de sărăcie sau excluziune socială (în procente) | Persoane expuse riscului de sărăcie sau excluziune socială (în procente) | Persoane expuse riscului de sărăcie sau excluziune socială (în procente) | Persoane expuse riscului de sărăcie sau excluziune socială (în procente) | Persoane expuse riscului de sărăcie sau excluziune socială (în procente) | Persoane expuse riscului de sărăcie sau excluziune socială (în procente) | Persoane expuse riscului de sărăcie sau excluziune socială (în procente) | Persoane expuse riscului de sărăcie sau excluziune socială (în procente) |
| An   | București-Ilfov                                                          | Centru                                                                   | Nord-Est                                                                 | Nord-Vest                                                                | Sud                                                                      | Sud-Est                                                                  | Sud-Vest                                                                 | Vest                                                                     |
| ---- | ------------------------------------------------------------------------ | ------------------------------------------------------------------------ | ------------------------------------------------------------------------ | ------------------------------------------------------------------------ | ------------------------------------------------------------------------ | ------------------------------------------------------------------------ | ------------------------------------------------------------------------ | ------------------------------------------------------------------------ |
| 2007 | 35,1%                                                                    | 37,6%                                                                    | 55,1%                                                                    | 38,3%                                                                    | 50,3%                                                                    | 51%                                                                      | 55,4%                                                                    | 34,2%                                                                    |
| 2008 | 36,2%                                                                    | 37,2%                                                                    | 54,5%                                                                    | 33,7%                                                                    | 45,6%                                                                    | 48,6%                                                                    | 56,5%                                                                    | 33,4%                                                                    |
| 2009 | 41,9%                                                                    | 33,2%                                                                    | 52,9%                                                                    | 35,2%                                                                    | 48,1%                                                                    | 42,4%                                                                    | 52,9%                                                                    | 30,1%                                                                    |
| 2010 | 34,4%                                                                    | 30,3%                                                                    | 51%                                                                      | 30,8%                                                                    | 42,7%                                                                    | 51,8%                                                                    | 48%                                                                      | 35,5%                                                                    |
| 2011 | 28,4%                                                                    | 28,5%                                                                    | 51,2%                                                                    | 34,3%                                                                    | 43,1%                                                                    | 50%                                                                      | 44,8%                                                                    | 33,1%                                                                    |
| 2012 | 31,5%                                                                    | 31,6%                                                                    | 52,3%                                                                    | 31,9%                                                                    | 43,5%                                                                    | 51,7%                                                                    | 46,9%                                                                    | 36,2%                                                                    |
| 2013 | 30,3%                                                                    | 32,8%                                                                    | 48,9%                                                                    | 30,9%                                                                    | 40,9%                                                                    | 53,4%                                                                    | 45,6%                                                                    | 37,5%                                                                    |

## Reacții internaționale
În noiembrie 2015, raportorul ONU pe probleme de sărăcie extremă, Philip Alston a declarat că „mulți oficiali români sunt într-o stare de negare în ceea ce privește gradul mare de sărăcie din țară, deși 40% din populație este afectată de acest fenomen, iar 34,1% dintre copii suferă de lipsuri materiale extreme”.

## Vezi și
- Corupția în România
- Jaful economic în România